# اورسون (واشینگتن)
اورسون (به انگلیسی: Everson) شهری در شهرستان واتکام ایالت واشنگتن است که در سرشماری سال ۲۰۱۰ میلادی، ۲۴۸۱ نفر جمعیت داشته است.